# (14461) 1993 FL54
(14461) 1993 FL54 est un astéroïde aréocroiseur découvert en 1993.

## Description
(14461) 1993 FL54 a été découvert le 17 mars 1993 à l'observatoire de La Silla, au Chili, par le programme Uppsala-ESO Survey of Asteroids and Comets (UESAC) .

### Caractéristiques orbitales
L'orbite de cet astéroïde est caractérisée par un demi-grand axe de 2,33 UA, un périhélie de 1,57 UA, une excentricité de 0,33 et une inclinaison de 21,32° par rapport à l'écliptique. Du fait de ces caractéristiques, à savoir un demi-grand axe inférieur à 3,2 UA et un périhélie compris entre 1,3 et 1,666 UA, il croise l'orbite de Mars et est classé, selon la JPL Small-Body Database, comme astéroïde aréocroiseur (aréo venant de Arès).

### Caractéristiques physiques
(14461) 1993 FL54 a une magnitude absolue (H) de 14,3 et un albédo estimé à 0,279.